# Robert Skov
Robert Skov (phát âm tiếng Đan Mạch: [ˈʁopʌt ˈskʌwˀ]; sinh ngày 20 tháng 5 năm 1996) là một cầu thủ bóng đá chuyên nghiệp người Đan Mạch thi đấu ở vị trí tiền đạo hoặc tiền vệ cho câu lạc bộ 1899 Hoffenheim tại Bundesliga và đội tuyển quốc gia Đan Mạch.

## Thống kê sự nghiệp

### Câu lạc bộ
Tính đến ngày 12 tháng 11 năm 2022
| Club            | Season       | League              | League | League | Cup  | Cup   | Europe | Europe | Other | Other | Total | Total |
| Club            | Season       | Division            | Apps   | Goals  | Apps | Goals | Apps   | Goals  | Apps  | Goals | Apps  | Goals |
| --------------- | ------------ | ------------------- | ------ | ------ | ---- | ----- | ------ | ------ | ----- | ----- | ----- | ----- |
| Silkeborg       | 2012–13      | Danish Superliga    | 2      | 0      | 0    | 0     | —      | —      | —     | —     | 2     | 0     |
| Silkeborg       | 2013–14      | Danish 1st Division | 1      | 0      | 0    | 0     | —      | —      | —     | —     | 1     | 0     |
| Silkeborg       | 2014–15      | Danish Superliga    | 24     | 1      | 1    | 1     | —      | —      | —     | —     | 25    | 2     |
| Silkeborg       | 2015–16      | Danish 1st Division | 24     | 6      | 1    | 0     | —      | —      | —     | —     | 25    | 6     |
| Silkeborg       | 2016–17      | Danish Superliga    | 29     | 10     | 2    | 0     | —      | —      | —     | —     | 31    | 10    |
| Silkeborg       | 2017–18      | Danish Superliga    | 19     | 4      | 3    | 1     | —      | —      | —     | —     | 22    | 5     |
| Silkeborg       | Total        | Total               | 99     | 21     | 7    | 2     | —      | —      | —     | —     | 106   | 23    |
| Copenhagen      | 2017–18      | Danish Superliga    | 18     | 1      | 1    | 0     | 2      | 0      | —     | —     | 21    | 1     |
| Copenhagen      | 2018–19      | Danish Superliga    | 34     | 29     | 1    | 0     | 13     | 2      | —     | —     | 48    | 31    |
| Copenhagen      | 2019–20      | Danish Superliga    | 2      | 0      | 0    | 0     | 1      | 1      | —     | —     | 3     | 1     |
| Copenhagen      | Total        | Total               | 54     | 30     | 2    | 0     | 16     | 3      | —     | —     | 72    | 33    |
| 1899 Hoffenheim | 2019–20      | Bundesliga          | 31     | 4      | 2    | 0     | —      | —      | —     | —     | 33    | 4     |
| 1899 Hoffenheim | 2020–21      | Bundesliga          | 23     | 1      | 1    | 0     | 6      | 1      | —     | —     | 30    | 2     |
| 1899 Hoffenheim | 2021–22      | Bundesliga          | 12     | 0      | 1    | 0     | —      | —      | —     | —     | 13    | 0     |
| 1899 Hoffenheim | 2022–23      | Bundesliga          | 14     | 3      | 2    | 0     | —      | —      | —     | —     | 16    | 3     |
| 1899 Hoffenheim | Total        | Total               | 80     | 8      | 6    | 0     | 6      | 1      | —     | —     | 92    | 9     |
| Career total    | Career total | Career total        | 233    | 59     | 15   | 2     | 22     | 4      | 0     | 0     | 270   | 65    |

### Bàn thắng quốc tế
Tính đến ngày 28 tháng 3 năm 2021.
| #  | Ngày                 | Địa điểm                                  | Đối thủ    | Bàn thắng | Kết quả | Giải đấu                      |
| -- | -------------------- | ----------------------------------------- | ---------- | --------- | ------- | ----------------------------- |
| 1. | 5 tháng 9 năm 2019   | Sân vận động Victoria, Gibraltar          | Gibraltar  | 1–0       | 6–0     | Vòng loại UEFA Euro 2020      |
| 2. | 15 tháng 11 năm 2019 | Sân vận động Parken, Copenhagen, Đan Mạch | Gibraltar  | 1–0       | 6–0     | Vòng loại UEFA Euro 2020      |
| 3. | 15 tháng 11 năm 2019 | Sân vận động Parken, Copenhagen, Đan Mạch | Gibraltar  | 4–0       | 6–0     | Vòng loại UEFA Euro 2020      |
| 4. | 11 tháng 10 năm 2020 | Laugardalsvöllur, Reykjavík, Iceland      | Iceland    | 3–0       | 3–0     | UEFA Nations League 2020–21   |
| 5. | 28 tháng 3 năm 2021  | MCH Arena, Herning, Đan Mạch              | Moldova    | 7–0       | 8–0     | Vòng loại FIFA World Cup 2022 |
| 6. | 14 tháng 10 năm 2023 | Sân vận động Parken, Copenhagen, Đan Mạch | Kazakhstan | 2–0       | 3–1     | Vòng loại UEFA Euro 2024      |
| 7. | 14 tháng 10 năm 2023 | Sân vận động Parken, Copenhagen, Đan Mạch | Kazakhstan | 3–0       | 3–1     | Vòng loại UEFA Euro 2024      |